# Нитронафталины
Нитронафталины — органические соединения, нитропроизводные нафталина с общей формулой C10H8−n(NO2)n.

## Изомерия

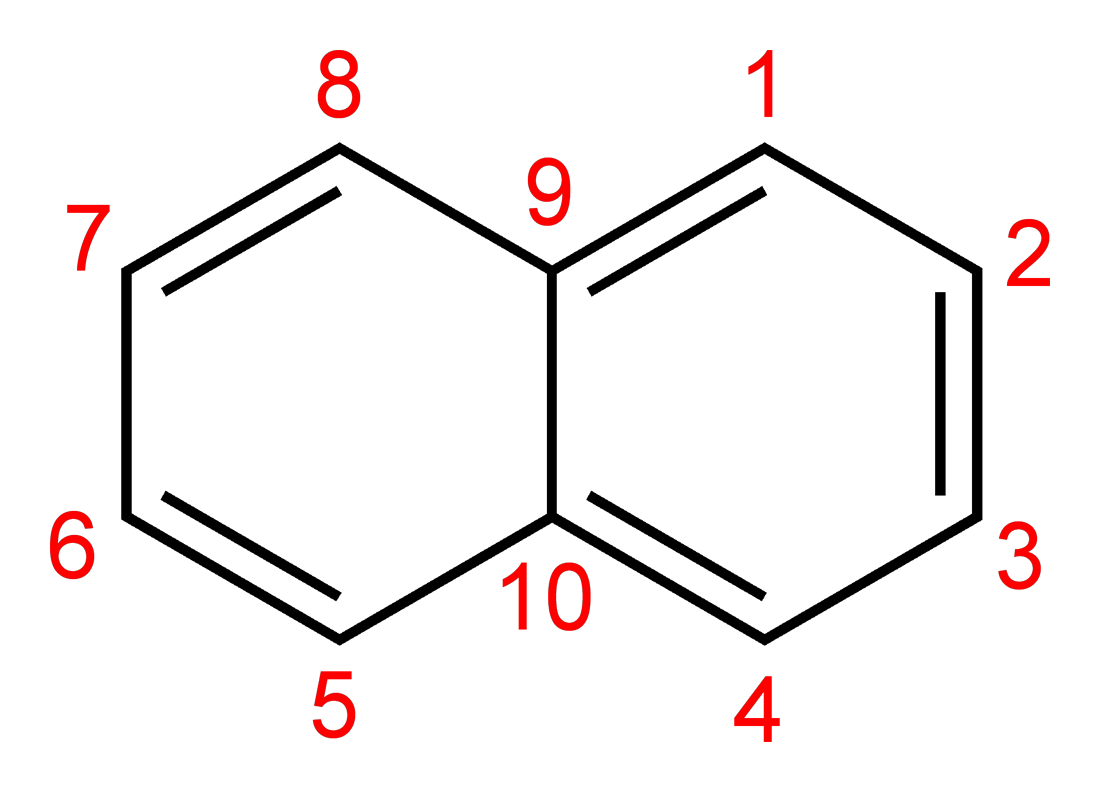
Нумерация атомов нафталина. К атомам 9 и 10 нитрогруппа не присоединяется

- Мононитронафталин имеет два изомера по положению нитрогруппы.
- Динитронафталин имеет 10 изомеров по положению заместителей[2]. Все десять изомеров синтезированы и описаны[3].
- Тринитронафталин имеет 14 изомеров[2].
- Тетранитронафталин имеет 22 изомера[2].

## Химические свойства
- При хлорировании и бромировании мононитронафталинов галоид вступает в незамещенное кольцо по α-положению. Параллельно идёт реакция замещения нитрогруппы[источник не указан 3878 дней].
- При сульфировании α-нитронафталина олеумом образуется 5-нитронафталин-1-сульфокислота[4]. β-Нитронафталин при этом образует смесь 6- и 7-нитронафталин-1-сульфокислот.

### Нитрование нафталина и нитронафталинов
Нитрование нафталина при умеренных[каких?] температурах приводит к образованию 1-нитронафталина (95 %) и 2-нитронафталина (5 %). Впервые это осуществил Лоран (англ. Laurent I.) в 1835 году.
2-Нитронафталин получают нитрованием гексахлорпентадиенового аддукта (1 молекула нафталина и 2 молекулы гексахлорпентадиена), при этом образуется исключительно β-нитронафталин. Также 2-нитронафталин можно получить осторожным окислением β-нафтиламина кислотой Каро.
При нитровании α-нитронафталина или непосредственно нафталина получается смесь 1,5- и 1,8-изомеров (с преобладанием последнего). При нитровании β-нитронафталина образуется смесь 1,6- и 1,7-изомеров, а также 1,3,8-тринитронафталин. Остальные динитронафталины получают не нитрованием мононафталинов, а другими[какими?] способами.
При дальнейшем нитровании динафталинов получают некоторые тринитронафталины, например 1,3,5-тринитронафталин, 1,3,6-тринитронафталин, 1,3,8-тринитронафталин и 1,4,5-тринитронафталин. Аналогично некоторые тетранитронафталины получаются при дополнительном нитровании динитронафталинов или тринафталинов, например 1,3,5,7-тетранитронафталин, 1,3,5,8-тетранитронафталин, 1,3,6,8-тетранитронафталин, 1,4,5,8-тетранитронафталин.

## Физические свойства
| Изомер                            | Формула | Состояние                     | Т плав.°С | Т кип.°С  | Растворимость                                  | М.м., г/моль |
| --------------------------------- | ------- | ----------------------------- | --------- | --------- | ---------------------------------------------- | ------------ |
| 1-нитронафталин (α-нитронафталин) |         | светло-жёлтые иглы без запаха | 52; 57,8  | 304; 169  | Орг. р-рители; ацетон: 131,6 18°С и 327,6 32°С | 173,18       |
| 2-нитронафталин (β-нитронафталин) |         | бесцветные ромбические иглы   | 78,7      | 312,5 165 | Легко растворим в этаноле и эфире              | 173,18       |
| 1,2-динитронафталин               |         |                               | 161—162   |           |                                                | 218,17       |
| 1,3-динитронафталин               |         | жёлтые иглы                   | 148       | возг.     | растворяется в этаноле                         | 218,17       |
| 1,4-динитронафталин               |         |                               | 134       |           | растворяется в этаноле                         | 218,17       |
| 1,5-динитронафталин               |         | гексагональные иглы           | 219       |           | пиридин: 0,78 16°С; 2,8 50°С; 10 110°С;        | 218,17       |
| 1,6-динитронафталин               |         |                               | 166,5     | 370; 235  | Растворим в горячем пиридине                   | 218,17       |
| 1,7-динитронафталин               |         |                               | 156       |           |                                                | 218,17       |
| 2,3-динитронафталин               |         |                               | 174,5-175 |           |                                                | 218,17       |
| 2,6-динитронафталин               |         |                               | 279       |           |                                                | 218,17       |
| 2,7-динитронафталин               |         |                               | 234       |           |                                                | 218,17       |
| 1,8-динитронафталин               |         | жёлтые ромбические иглы       | 172       |           | слабо растворим в этаноле и бензоле            | 218,17       |
| 1,2,3-тринитронафталин            |         |                               | 190       |           |                                                | 263,17       |
| 1,2,4-тринитронафталин            |         |                               | 258       |           |                                                | 263,17       |
| 1,2,5-тринитронафталин            |         | бесцветные иглы               | 112-113   |           | растворим в этаноле                            | 263,17       |
| 1,3,5-тринитронафталин            |         | жёлтые ромбы                  | 122       |           |                                                | 263,17       |
| 1,3,6-тринитронафталин            |         |                               | 186       |           |                                                | 263,17       |
| 1,3,8-тринитронафталин            |         |                               | 218       |           | трудно растворим                               | 263,17       |
| 1,4,5-тринитронафталин            |         | жёлтые пластины               | 149       |           |                                                | 263,17       |
| 1,2,5,8-тетранитронафталин        |         | призмы                        | 270 разл. |           |                                                | 308,17       |
| 1,2,4,6-тетранитронафталин        |         |                               | 215       |           |                                                | 308,17       |
| 1,2,6,8-тетранитронафталин        |         |                               | 138       |           |                                                | 308,17       |
| 1,3,5,7-тетранитронафталин        |         |                               | 260       |           |                                                | 308,17       |
| 1,3,5,8-тетранитронафталин        |         | жёлтые кристаллы              | 194-195   |           |                                                | 308,17       |
| 1,3,6,8-тетранитронафталин        |         | иглы                          | 203       |           |                                                | 308,17       |
| 1,4,5,8-тетранитронафталин        |         |                               | 340-345   |           |                                                | 308,17       |

## Применение
- 1-Нитронафталин важен как предшественник в синтезе сернистого коричневого и других красителей, нафтиламина, 1,8-нафтилендиамина, капрозолей. Его также применяют как добавку к минеральным маслам[1].
- Нитронафталины входят в состав различных взрывчатых веществ (составы Фавье) и порохов[источник не указан 3878 дней].

## Токсичность
- 1-Нитронафталин оказывает раздражающее действие на кожу, вызывает слезотечение. Имеет гепатотоксичность и нефротоксичность. ПДК 1 мг/м³[1][5].
- Тринитронафталины вызывают значительное раздражение глаз и слизистых оболочек. Симптомы отравления — цианоз, анемия, желтуха, общая слабость, раздражение дыхательных путей[источник не указан 3878 дней].
- Описано раздражение слизистой глаз с помутнением роговицы и ослаблением зрения у работающих[источник не указан 3878 дней].

## Комментарии
1. ↑  метастабильная форма
2. ↑  При 12 мм.рт.ст. (1,6 кПа)
3. ↑  При 733 мм.рт.ст. (97,8 кПа)
4. ↑  При 15 мм.рт.ст. (2 кПа)
5. ↑  При 9,75 мм.рт.ст. (1,3 кПа)
6. ↑  с разложением